# Hemisaga lucifer
Hemisaga lucifer es una especie de insecto ortóptero de la familia Tettigoniidae endémica de Australia.